# Kostel Nejsvětější Trojice a svatého Šimona a Judy
Kostel Nejsvětější Trojice a svatého Šimona a Judy je římskokatolický kostel v Dýšině v okrese Plzeň-město. Od roku 1958 je chráněn jako kulturní památka. 

## Historie
Kostel vystavěný v první čtvrtině 14. století v raně gotickém slohu je zmiňován poprvé v roce 1328, kdy byl vysvěcen pražským světícím biskupem Přibyslavem. Jako farní kostel je pak doložen v roce 1352, kdy je v rejstřících desátků zmíněn odvod jedné kopy grošů.
V roce 1696 byl kostel barokně přestavěn a doplněny věže. 
V roce 1727 byla podle návrhu plzeňského stavitele Jakuba Augustona vystavěna hřbitovní zeď s brankou a navazujícím schodištěm a sochou P. Marie Immaculaty.
Další stavební úpravy a rekonstrukce kostela proběhly v letech 1924, 1971, 1999 a 2003.

## Stavební podoba
Kostel je jednolodní stavba. Z původní gotické podoby se po přestavbách zachovalo gotické presbyterium sklenuté křížovou klenbou s hruškovitými žebry a mohutný triumfální oblouk. K němu pak přiléhá hlavní loď obdélníkového půdorysu a dvojice věží v jednoduchém nečleněném průčelí v západní části.

## Interiér kostela
Vybavení interiéru kostela je barokní a bylo postupně doplňováno v průběhu 18. a 19. století. 

### Hlavní oltář
Oltář kostela je z roku 1666, v jeho nice je umístěna barokní replika pozdně gotické sochy Panny Marie s Ježíškem z roku 1723. Nad ní je do oltáře zasazen obraz Nejsvětější Trojice z roku 1851 od plzeňského malíře Jana Herzoga. Po stranách oltáře zdobí kopie pozdně gotických soch svatých Šimona a Judy Tadeáše. Dřevěná barokní kazatelna, umístěná vpravo od oltáře, pochází z roku 1723. 

### Boční oltáře
Po stranách hlavní lodi jsou dva boční oltáře. Na levé straně je to oltář s obrazem svaté Barbory z roku 1722 a nad ním pak obraz Svaté Rodiny. Na pravé straně je oltář s obrazem svatého Jana Nepomuckého z roku 1710 a reliéf Madony v nástavci.

### Křtitelnice a varhany
Kamenná křtitelnice pochází z roku 1669. Varhany na kruchtě jsou ze třicátých let 20. století. 

## Galerie

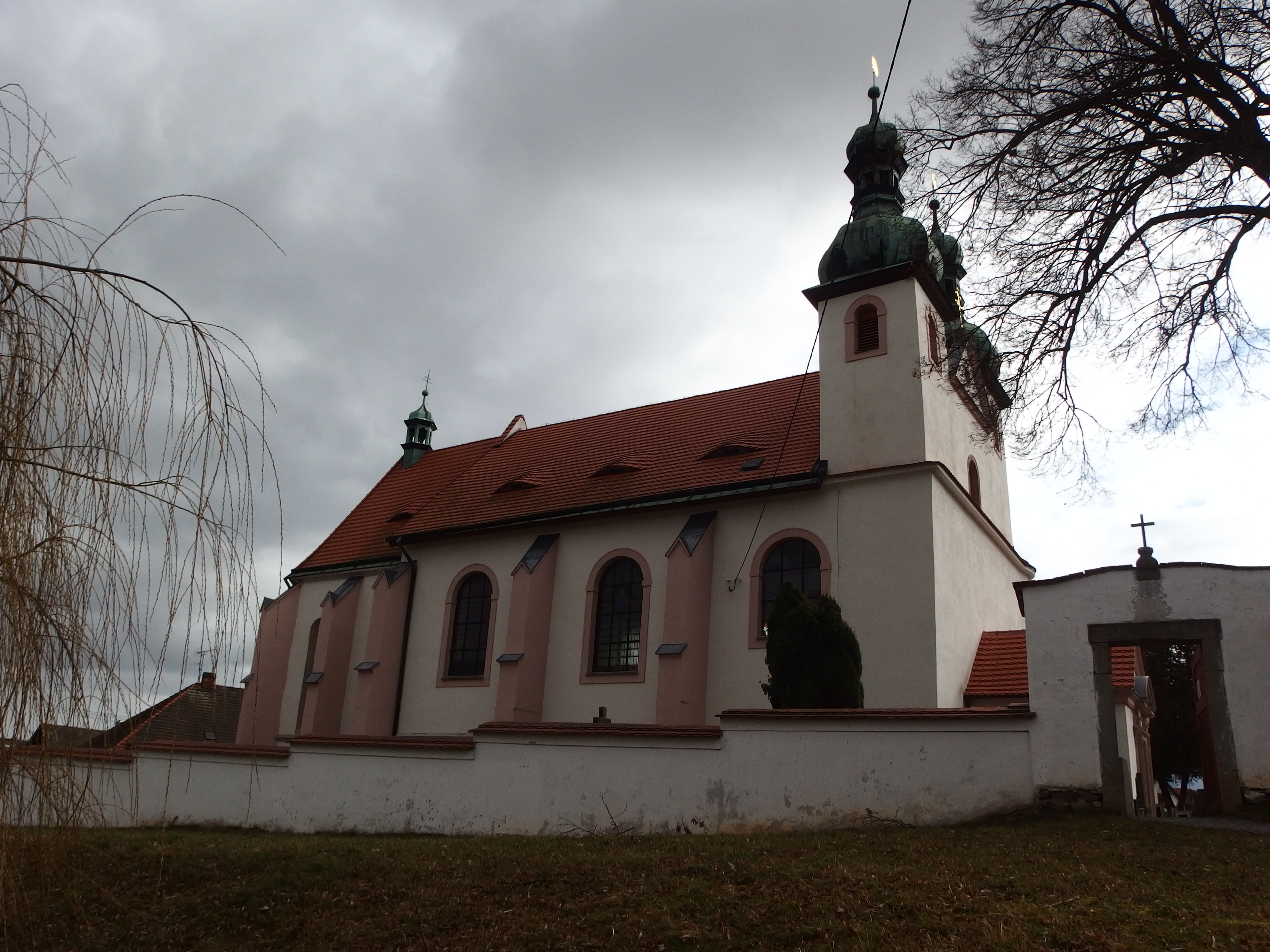
Celkový pohled na kostel od severozápadu
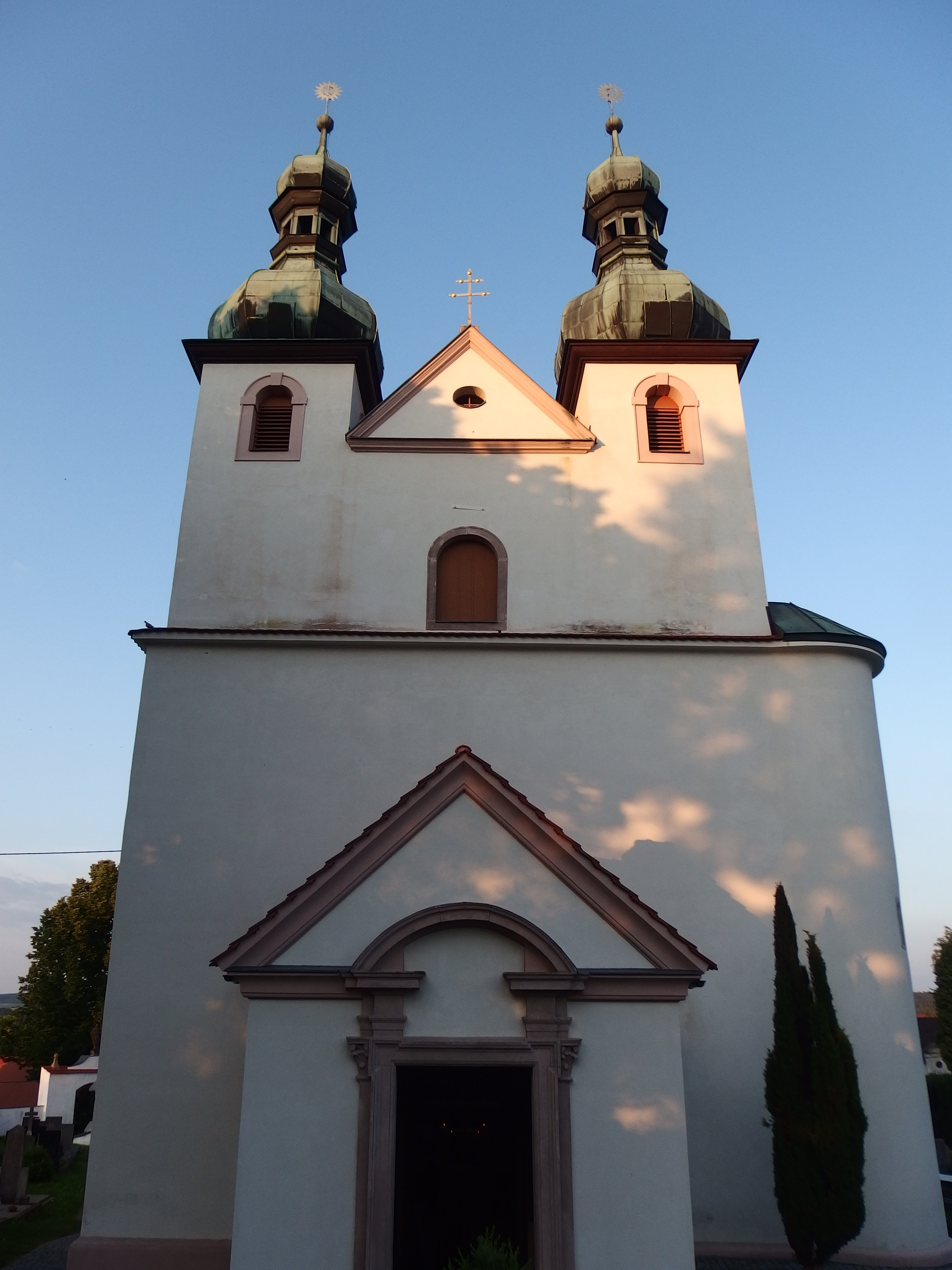
Západní průčelí
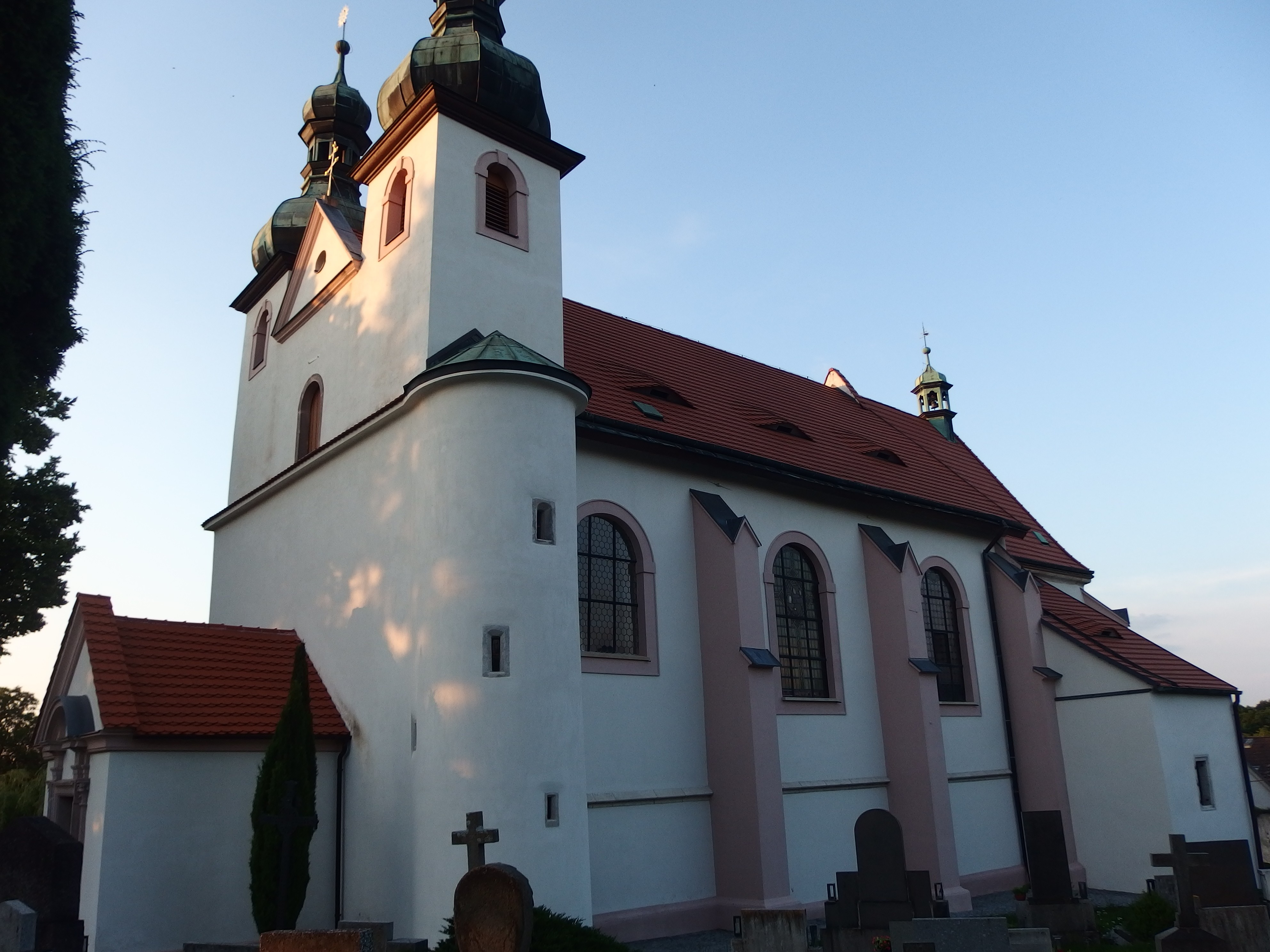
Kostel od jihozápadu
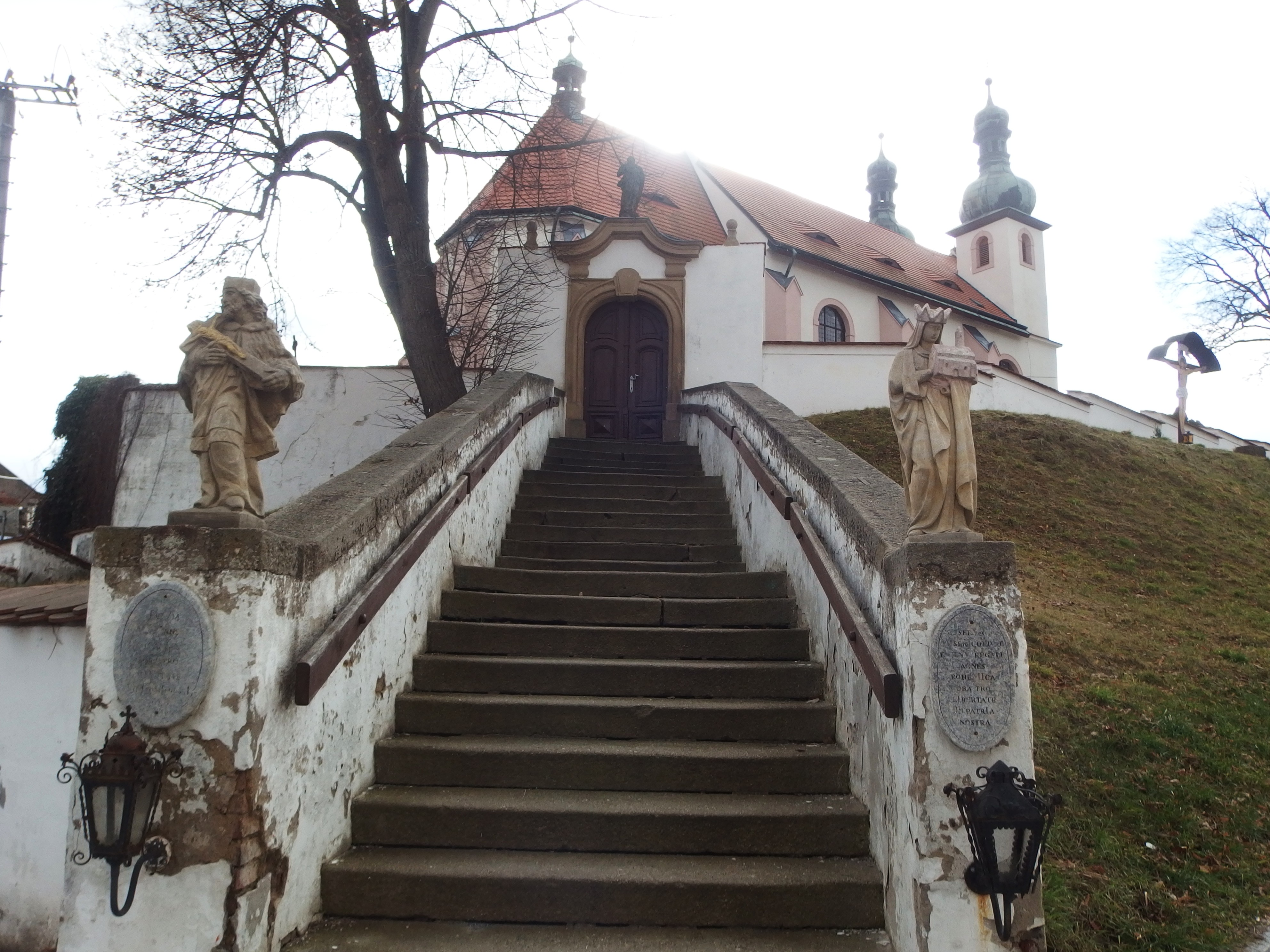
Augustonovo schodiště
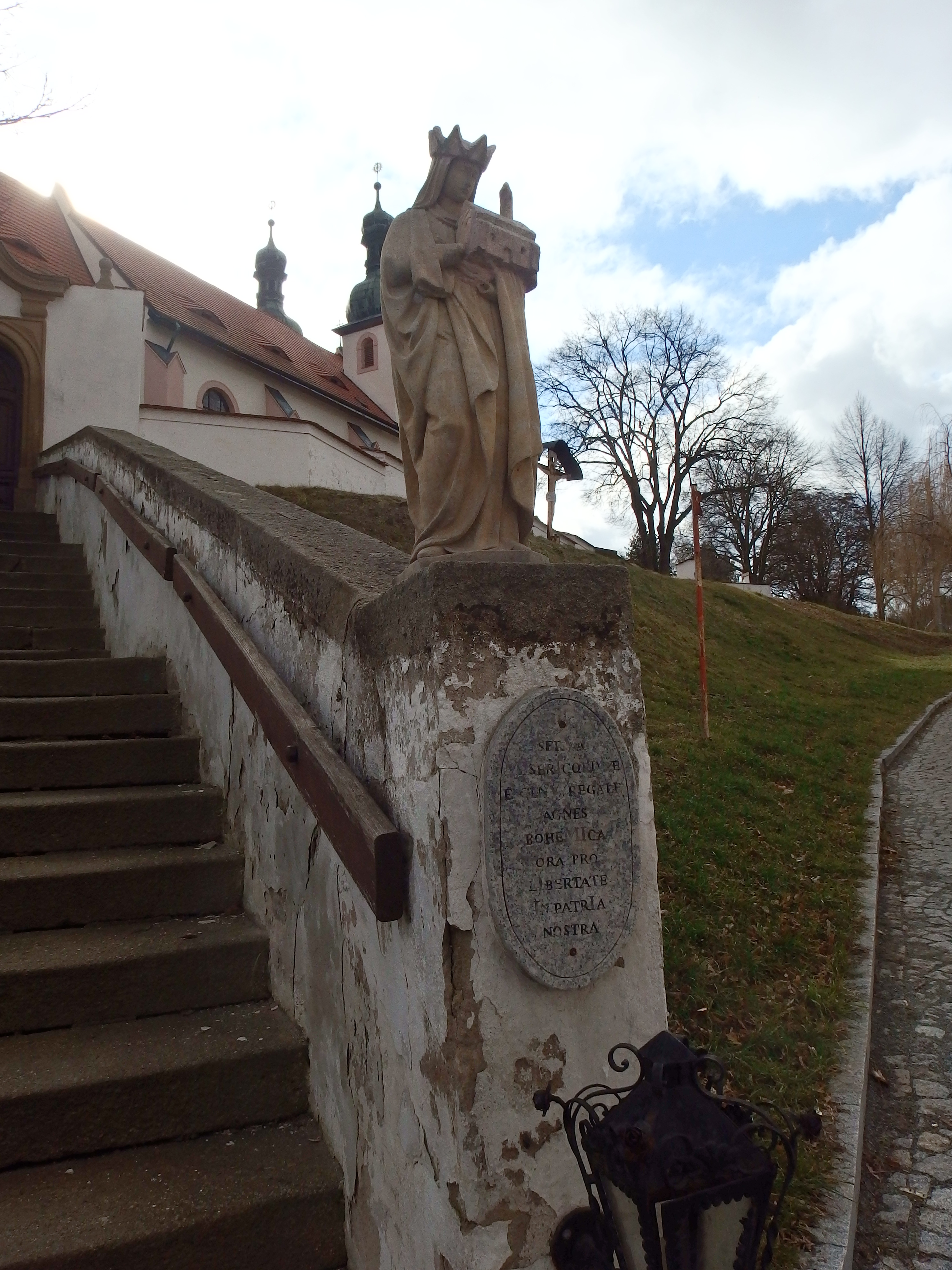
Detail výzdoby schodiště
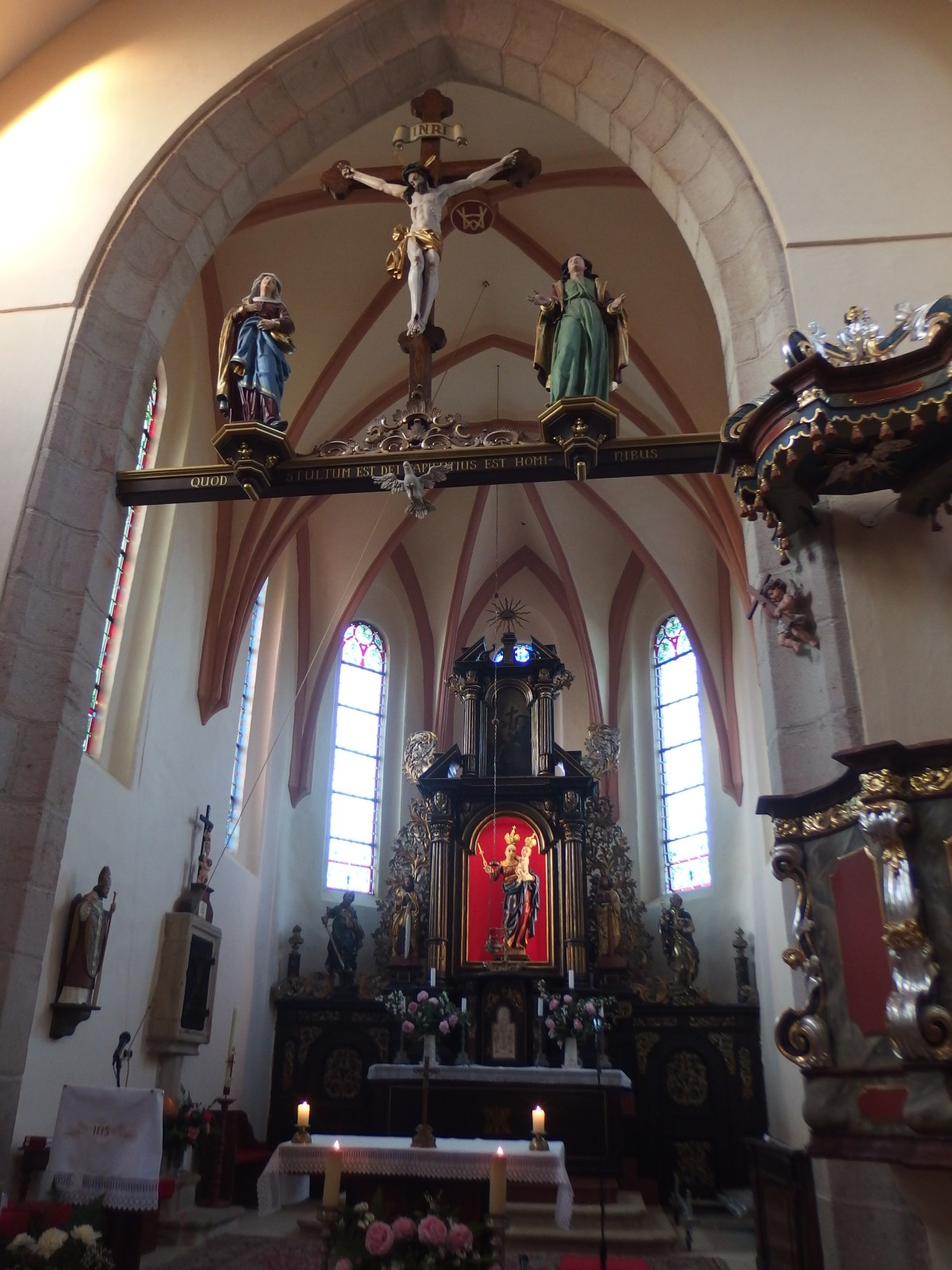
Vítězný oblouk